# فرار از صحنه جرم
فرار از صحنه جرم (به انگلیسی: Crime scene getaway) به معنای عمل ترک مکانی است که در آن قانون‌شکنی انجام شده است. این عمل می‌تواند با یا بدون برنامه‌ریزی قبلی باشد و بسته به برنامه‌ریزی انجام شده، نتیجه متفاوتی خواهد داشت. صحنه جرم «مکان جرم است، مخصوصاً مکانی که شواهد قانونی با دقت جمع‌آوری شود.» این اصطلاح به هر فراری که توسط مجرمان از صحنه جرم انجام شود گفته می‌شود که ممکن است توسط شاهدان عینی یا اجرای قانون هم مشاهده بشود.
موضوع فرار از صحنه جرم در چندین شاخه حقوق کیفری مطرح بوده و در تحقیقات دانشگاهی جرم‌شناسی هم به عنوان نوعی «ایده» مطرح می‌شود.
مجرم می‌تواند با دویدن، راندن اسب، استفاده از خودروی فرار یا با همراهی یک راننده فرار از محل جرم فرار کند. اگر فرار با استفاده از وسیله موتوری صورت گیرد، هر وسیله یک صحنه جرم جدید به شمار می‌رود.
از آن‌جا که به کار گیری راننده فرار ممکن است مصداق توطئه به شمار رود و راننده ممکن است با پلیس همکاری کند، این نقش بسیار حساس بوده و معمولاً با دقت بالایی انتخاب می‌شود.